# Тезаврация
Тезаврация, тезаврирование (от греч. θησαυρός «сокровище»):
1. изъятие драгоценных металлов, монет и банкнот из обращения с целью накопления, а не получения доходов[1];
2. создание золотого запаса страны.

Функция средства накопления порождается развитием обмена и переходом от эпизодических и разрозненных обменных актов к регулярной торговле как более развитой и прогрессивной форме обмена результатами хозяйственной деятельности. Выступая как средство накопления, деньги превращаются в особый актив (имущество), который обеспечивает его владельцу возможность покупать различные товары в будущем.
Безусловно, в качестве средства накопления может выступать и любой другой вид актива (имущества). Люди могут накапливать богатства путём покупки драгоценностей, недвижимости, антиквариата и т. п. Однако использование в качестве средства накопления именно денег имеет одно существенное преимущество. Это преимущество состоит в их абсолютной ликвидности, то есть в способности быть использованными в качестве платёжного средства (или превратиться в платёжное средство) в любой момент без потери своей номинальной стоимости. Любой другой актив, для того чтобы использоваться для покупки товаров и услуг, должен сначала быть продан (превратиться в деньги). Например, государственные ценные бумаги считаются в мировой практике высоколиквидными активами, так как они могут быть без особого труда проданы на рынке и рыночные цены на них меняются несущественно.

## Инвестиции в монеты
При падении доходности по банковским вкладам инвесторы обращают внимание на инвестиционные монеты и рассматривают их как один из способов инвестирования. Инвесторов привлекает, главным образом, возможная высокая доходность. При долгосрочной стратегии доходность вложений может доходить до 100 % годовых, хотя бывает и наоборот — через несколько лет монета продаётся почти по цене металла. Бытует мнение, что инвестирование в монеты не поможет приумножить сбережения, а лишь сохранит их. Эксперты считают инвестиции в монеты долгосрочными (горизонт минимум 10-15 лет), чтобы можно было гарантировать доходность инвестиций. Монеты легко купить, но продать сложнее, потому что продажу ведут многие банки, а покупают немногие, и не в любом отделении, потому что для покупки необходим опытный специалист, который бы мог дать заключение о подлинности монеты. Сбербанк России выкупает монеты только отличного качества, то есть, не имеющих видимых невооружённым глазом дефектов, таких как отпечатки пальцев, разводов, патины, чёрных точек, эффекта «апельсиновой корки», сколов или царапин.
2. Не подлежит налогообложению (освобождается от налогообложения) реализация ...
 11) монет из драгоценных металлов, являющихся законным средством наличного платежа Российской Федерации или иностранного государства (группы государств);
Доходность, в первую очередь, зависит от тиража монеты. Чем тираж меньше, тем больше вероятность высокого спроса на эту монету и, следовательно, роста цены. На рост стоимости монет влияет и тематика монеты. Так, например, килограммовая золотая монета «Тигр» сейчас продаётся в три раза дороже цены металла, а отчеканенная к 60-летию победы в Великой Отечественной войне килограммовая золотая монета почему-то «не пошла», и выкупается по стоимости, близкой к цене металла.
Налоговое законодательство РФ причисляет платиновые монеты РФ и СССР к коллекционным, а, следовательно, при покупке этих монет необходимо заплатить НДС 18 % от стоимости монеты. Инвестиционными монетами РФ, освобождёнными от уплаты налога на добавленную стоимость, являются золотая и серебряная монеты «Георгий Победоносец», монеты из золота серии «Знаки зодиака», а также серебряная монета «Соболь». Не во всех странах при реализации платиновых монет удерживается налог на добавленную стоимость.
Эмиссия инвестиционных монет зависит от цен на драгоценные металлы. Например, в середине 90-х годов цены платины и золота были примерно равны, и в этот период была запущена в производство серия «Американский платиновый орёл», масса которой в 1998 году, если перевести в унции, составляла более 133 тысяч тройских унций. В 2003 году, когда цена платины подскочила более чем вдвое, было эмитировано чуть больше 8 тысяч.